# Aculco de Espinoza
Aculco de Espinoza é uma aldeia do estado do México, no México.